# アスク (出版社)
株式会社アスクは、かつて存在した日本の出版社。

## 概要
1981年に講談社との共同出資会社、アスク講談社（アスクこうだんしゃ）として設立。1998年に講談社出資分を買い戻し、株式会社アスクに商号変更した。
紙媒体にとどまらない、デジタルメディアの総合出版社として事業展開していた。英語・中国語・日本語の語学書が中心だったが、ビジネスマナーなどのビジネススキルにかかるコンテンツ、幼児教育にかかるコンテンツ、ゲーム機向けのエンターテインメントコンテンツなど、出版物は多岐にわたった。
2006年より教材販売を行うオンラインサイト「アスクショップ」の運営、2009年よりeラーニングASP配信サイト「学びネット.com」の運営を開始した。
2008年1月に同社出版事業部が株式会社アスク出版として分離独立したが、2017年10月にはアスク出版が株式会社アスクを吸収合併する形で再統合された。

## ゲーム
- PITMAN（1990年）ゲームボーイ
- F1ボーイ（1990年）ゲームボーイ
- ネクロスの要塞（1990年）PCエンジン HuCard
- 三毛猫ホームズの騎士道（1991年）ゲームボーイ
- 百の世界の物語（1991年）ファミリーコンピュータ
- モンスタープロレス（1991年）PCエンジン HuCard
- 上海III ドラゴンズアイ（1992年）PCエンジン CD-ROM2
- ああ播磨灘（1993年）ゲームボーイ
- エイリアンVSプレデター（1993年）ゲームボーイ
- 1552 天下大乱（1993年）PCエンジン SUPER CD-ROM2
- 伊藤果六段の将棋道場（1994年）スーパーファミコン
- ナイス DE ショット（1994年）スーパーファミコン
- マグナブラバン〜遍歴の勇者（1994年）スーパーファミコン
- ビッグ一撃!パチスロ大攻略（1994年）スーパーファミコン
- 実戦!麻雀指南（1995年）スーパーファミコン
- ビッグ一撃!パチスロ大攻略2〜ユニバーサルコレクション〜（1995年）スーパーファミコン
- ビッグ一撃!パチスロ大攻略〜ユニバーサル・ミュージアム〜（1996年）セガサターン
- 上海 万里の長城（1996年）PC-FX
- バトルテック3050（1996年）スーパーファミコン
- 林海峯九段の囲碁大道（1996年）スーパーファミコン
- ボイスパラダイス エクセラ（1996年）PlayStation
- エルフィン パラダイス（1997年）PlayStation
- ボイスファンタジア 失われたボイスパワー（1997年）PlayStation
- ナイトメア・プロジェクトYAKATA（1998年）PlayStation
- GUBBLE（1998年）PlayStation
- 五竜陣 エレクトロ（1998年）PlayStation
- ほりあてくん〜ミスタープロスペクター〜（1999年）PlayStation
- 撞球 ビリヤードマスター（1998年）PlayStation
- 高2→将軍（2000年）PlayStation
- 忍たま乱太郎 忍術学園に入学しようの段（2001年）ゲームボーイカラー
- 撞球 re-mix ビリヤードマルチプル（1999年）PlayStation
- スラップ ハッピー リズム バスターズ（2000年）PlayStation
- デジタルグライダーエアマン（1999年）PlayStation
- レスキューヘリ エアレンジャー（2001年）PlayStation 2
- ワールドビリヤードトーナメント ブレイクナイン（2002年）Xbox
- 撞球 ビリヤードマスター2（2000年）PlayStation 2
- レスキューヘリ エアレンジャー2（2002年）PlayStation 2
- レスキューヘリ エアレンジャー2 plus（2003年）PlayStation 2
- 強襲機甲部隊 攻撃ヘリコプター戦記（2004年）PlayStation 2
- 秋山仁教授監修 全脳JINJIN（2006年）ニンテンドーDS
- 代ゼミのセンター照準シリーズ 英語編（2007年）ニンテンドーDS
- インド式計算全脳ドリル 全脳シリーズ Vol.2 （2008年）ニンテンドーDS
- 大學生力検定 DS 桐原書店監修（2008年）ニンテンドーDS
- 全脳シリーズ Vol.3 秋山仁教授監修 全脳JINJIN 2（2009年）ニンテンドーDS